# 生命中的美好意外
《生命中的美好意外》（英語：Life Itself）是一部2018年美國心理劇情電影，由丹·福吉曼執導。由奧斯卡·伊薩克、奧莉菲亞·維特、安東尼奧·班德拉斯、賽吉爾·佩里斯-曼切塔、艾力克斯·莫納 、奧利維亞·庫克、萊阿·科斯塔、曼迪·帕廷金、安納·貝寧、蘿倫薩·伊佐及伊莎貝爾·杜蘭主演，並由森姆·L·積遜、奧利維亞·庫克及蘿倫薩·伊佐擔任旁白。
本片的監製大部分來源自《生命中的美好缺憾》及《異星入境》，且福吉曼的創作靈感包括了其母親及《生命中的美好缺憾》，因此本片為《生命中的美好缺憾》的精神續集。
該片於2018年9月8日在多倫多國際影展首映。其後由亞馬遜影業定於2018年9月21日在美國正式上映。

## 演员
- 奧斯卡·伊薩克 飾 威爾·丹西
- 奧莉菲亞·維特 飾 艾比·丹西
- 森姆·L·積遜 飾 旁白/自己
- 安東尼奧·班德拉斯 飾 薩席翁
- 艾力克斯·莫納 飾 葛瑞戈·岡薩雷斯·狄亞茲
- 奧利維亞·庫克 飾 旁白/狄倫·丹西
- 賽吉爾·佩里斯-曼切塔 飾 哈維耶·岡薩雷斯
- 萊阿·科斯塔 飾 伊莎貝兒·狄亞茲
- 曼迪·帕廷金 飾 艾爾文·鄧普斯
- 安納·貝寧 飾 凱特·莫瑞斯
- 蘿倫薩·伊佐 飾 旁白/艾琳娜·鄧普斯·狄亞茲
- 伊莎貝爾·杜蘭 飾 莎莉·迪克斯汀

## 發行
《生命中的美好意外》原定於2017年12月由二十世紀福斯及亞馬遜影業發行上映，但因與二十世紀福斯商討失敗而不斷延後上映日期，二十世紀福斯更只肯在德國發行本片。在環球影業及派拉蒙影業皆不願意發行本片的情況下，最終由索尼影業以1000萬美金奪下本片的全球發行權。本片定於2018年9月21日於美國上映。

## 外部連結
- 互联网电影数据库（IMDb）上《生命中的美好意外》的资料（英文）
- 豆瓣电影上《生命中的美好意外》的資料 （简体中文）